# 丽江当归
丽江当归（学名：Angelica likiangensis）是伞形科当归属的植物，是中国的特有植物。分布于中国大陆的云南等地，生长于海拔3,100米至3,400米的地区，多生长在山坡草丛或林下，目前尚未由人工引种栽培。